# Casino (filme)
Casino (br: Cassino / pt: Casino) é um filme americano de 1995, dirigido por Martin Scorsese, baseado no livro de mesmo nome de Nicholas Pileggi, que também co-escreveu o roteiro para o filme com Scorsese.
Robert De Niro atua como Sam "Ace" Rothstein, um apostador judeu-americano que é chamado pela máfia para supervisionar o casino Tangiers, em Las Vegas. A história é baseada em Frank Rosenthal, que dirigiu os cassinos Stardust, Fremont e do Hacienda para a máfia de Chicago entre a década de 1970 até o início da década de 1980.
Joe Pesci atua como Nicky Santoro, baseado na vida real do segurança da máfia Anthony Spilotro. Nicky é enviado a Las Vegas para se certificar de que o dinheiro do Tangiers chegue a Chicago, e que tudo se mantenha na linha.
Sharon Stone interpreta Ginger, esposa de Ace, um papel que lhe rendeu um Globo de Ouro de melhor atriz e uma indicação para o Oscar de Melhor Atriz.

## Desenvolvimento
Em 1983, Sam "Ace" Rothstein (De Niro) sai de um restaurante e entra em seu carro, que explode quando ele o liga. Sam, em seguida, começa a narrar a história, em flashes ele volta ao inicio.
Voltando dez anos, quando a Sam, ainda um mero apostador de esportes, é confiada pelos chefões da máfia em Chicago a administração do Cassino Tangiers - sob seu controle por meio de representantes corruptos do fundo de pensão "Teamsters".
Dada sua extensa ficha criminal, Sam inicialmente tem reservas quanto a gerir o cassino Tangiers, mas, devido às leis relaxadas que regem os cassinos, ele pode pedir uma licença provisória para dirigí-lo enquanto aguarda a outorga da definitiva  num processo que pode levar anos.
Devido a astúcia de Sam, os lucros do cassino duplicam rapidamente, que eram fraudados para a máfia antes que os fiscais da Receita descobrissem algo. Impressionado com o trabalho de Sam, os patrões enviam o amigo de Sam, o segurança da máfia  Nicholas "Nicky" Santoro (Pesci), para proteger Sam e todo o negócio.
Sam, por sua vez, conhece uma garota de programa, Ginger McKenna (Stone), por quem se apaixona. Apesar da relutância de Ginger, logo eles concebem uma filha, Amy, e se casam. Mas seu relacionamento lentamente começa a desmoronar quando Ginger é sequestrada por Sam e Nicky por ajudar seu ex-namorado, um vigarista chamado Lester Diamond (James Woods).
Sam também faz um inimigo em Clark County, o Comissário Pat Webb (LQ Jones), ao demitir seu cunhado, Donald Ward (Joe Bob Briggs) do casino pela sua incompetência ,e negar a volta de Ward ao cassino mesmo sob pressão de Webb. Webb revida puxando o pedido de licença de Sam da carteira, obrigando Sam ter uma audiência para saber o futuro de sua  licença, mas secretamente Webb arranja para que o senador estadual Harrison Rodrigues do Estado de Nevada (Dick Smothers) rejeite o pedido de licença.
Sam responde aparecendo na televisão aberta e acusando o governo da cidade de corrupção. Os chefões , desaprovam a publicidade que Sam dá ao caso, e pedem para ele voltar para casa, mas ele culpa  Nicky pela bagunça que estava acontecendo. Nicky repreende Sam para que ele nunca mais "passe por cima de sua cabeça" em uma discussão acalorada no deserto.
Os patrões logo percebem que as malas de dinheiro desviado tem diminuindo, o que significa que os contadores de dinheiro começaram a desviar algo para si.
Eles colocaram Artie Piscano para supervisionar os contadores. Apesar dos chefões terem avisado para Piscano não manter registros financeiros, ele secretamente começa a escrever a contabilidade da máfia em uma caderneta. Piscano reclama sobre o seu trabalho extra em sua mercearia , que estava sendo grampeada pelo FBI, devido a um caso de assassinato do qual Piscano teria feito parte.
Sam finalmente chega ao fim de sua paciência com Ginger depois que ela e Lester estão em Los Angeles, com planos para fugir para a Europa com Amy.
Sam fala com Ginger para ela trazer Amy de volta, mas sua raiva e os vícios de Ginges são tantos que ele a chuta para fora de casa. Ela volta, com a condição de que ela leve um beep , para que Sam possa entrar em contato com ela sempre que necessário. Ginger se volta para Nicky e pede ajuda para pegar o dinheiro de Sam no banco , e eles começam um caso sexual.
Sam chega ao seu limite com o Ginger, quando ela amarra Amy em sua cama para poder ter uma noite com Nicky. Sam enfrenta Ginger no restaurante e a repudia. Ela se volta para Nicky, mas ele perdeu a paciência com ela também. Na manhã seguinte, Ginger vai à casa de Sam, e provoca uma confusão, no meio dessa confusão ela consegue roubar a chave do cofre do banco. Ela rouba algumas das economias que estavam guardadas no banco, mas depois é presa por agentes do FBI.
Com a prisão de Ginger e a descoberta da caderneta do Piscano , que são então combinados com a operação de fraudes no cassino, o império se desintegra e os chefes são presos. Durante uma reunião, eles decidem eliminar todos os envolvidos, a fim de impedi-los de depor. Os mortos incluem Andy Stone, o chefe do fundo de pensões Teamsters, John Nance, o carregador de dinheiro, e três executivos do casino. Ginger, que foge de Sam, afunda mais em sua dependência de drogas e álcool e morre de uma overdose de drogas.
Nicky e seu irmão, Dominick, marcam uma reunião em uma plantação de milho, ao cair da tarde sua gangue aparece e começam à espancar os dois com tacos de beisebol. Nicky é mantido de joelhos enquanto Dominick é espancado até ficar inconsciente, então ele é o próximo. Os irmãos são enterrados em uma sepultura cavada recentemente, ainda respirando. Sam narra que os chefões mandaram-o matar por toda bagunça que tinha feito.
Voltando à cena de abertura do filme, Sam sobrevive a um carro-bomba, mas sabe que os chefões não eram responsáveis por isso. Com a máfia agora fora do poder, os cassinos antigos são comprados por grandes corporações e demolidos para dar lugar a espetáculos financiados por investidores de alto risco. Sam lamenta que essa família de "novos amigos" Las Vegas não tem o mesmo jeito que ele viu quando geriu o Tangiers. Na cena final, um Sam mais velho vive agora uma vida mais simples em San Diego e trabalha como apostador. Ele, então, termina perguntando "Por que estragar uma coisa boa?"

## Elenco
| Ator            | Papel                                        | Baseado em                         |
| --------------- | -------------------------------------------- | ---------------------------------- |
| Robert De Niro  | Sam "Ace" Rothstein                          | Frank "Lefty" Rosenthal            |
| Joe Pesci       | Nicholas "Nicky" Santoro                     | Tony "The Ant" Spilotro            |
| Sharon Stone    | Ginger McKenna Rothstein                     | Geraldine McGee Rosenthal          |
| Frank Vincent   | Frankie Marino                               | Frank Cullotta                     |
| Don Rickles     | Billy Sherbert                               | Murray Ehrenberg                   |
| Pasquale Cajano | Remo Gaggi                                   | Joseph Aiuppa                      |
| James Woods     | Lester Diamond                               | Leonard "Lenny" Marmor             |
| John Bloom      | Donald "Don" Ward                            | Técnico de caça-niqueis            |
| L. Q. Jones     | Pat Webb                                     | O Comissário Clark County          |
| Kevin Pollak    | Philip Green                                 | Allen Glick                        |
| Alan King       | Andy Stone                                   | Allen Dorfman                      |
| Bill Allison    | John Nance                                   | George Vandermark                  |
| Philip Suriano  | Dominick Santoro                             | Michael Spilotro                   |
| Vinny Vella     | Artie Piscano                                | Carl "Tuffy" DeLuna                |
| Nobu Matsuhisa  | K. K. Ichikawa                               | Akio Kashiwagi                     |
| Richard Riehle  | Charlie "Clean Face" Clark                   | Morris Shenker                     |
| Dick Smothers   | Senador do estado de Nevada Harrison Roberts | Senador do E.U.A Harry Reid (D-NV) |
| Oscar Goodman   | Ele mesmo                                    | Ele mesmo                          |

## Recepção
Embora o filme tenha sido duramente criticado por sua violência excessiva, obteve uma resposta positiva de boa parte da crítica. O site Rotten Tomatoes deu ao filme uma classificação de 81%, com base em 57 opiniões No Metacritic, a nota é 73 em 100 baseado em 17 opiniões .
Sharon Stone foi indicada ao Oscar de Melhor Atriz e ganhou um Globo de Ouro por Melhor Performance de uma Atriz em um Filme. Martin Scorsese também recebeu o Globo de Ouro de Melhor Diretor .

## Trilha sonora

### Disco 1
1. "Contempt – Theme De Camille", Georges Delerue
2. "Angelina/Zooma, Zooma Medley", Louis Prima
3. "Hoochie Coochie Man", Muddy Waters
4. "I'll Take You There", The Staple Singers
5. "Nights in White Satin", The Moody Blues
6. "How High The Moon", Les Paul & Mary Ford
7. "Hurt", Timi Yuro
8. "Ain't Got No Home", Clarence 'Frogman' Henry
9. "Without You", Nilsson
10. "Love Is the Drug", Roxy Music
11. "I'm Sorry", Brenda Lee
12. "Go Your Own Way", Fleetwood Mac
13. "The Thrill Is Gone", B.B. King
14. "Love Is Strange", Mickey & Sylvia
15. "The 'In' Crowd", Ramsey Lewis
16. "Stardust", Hoagy Carmichael

### Disco 2
1. "Walk on the Wild Side", Jimmy Smith
2. "Fa-Fa-Fa-Fa-Fa (Sad Song)", Otis Redding
3. "I Ain't Superstitious", Jeff Beck Group
4. "The Glory of Love", The Velvetones
5. "(I Can't Get No) Satisfaction", Devo
6. "What a Diff'rence a Day Made", Dinah Washington
7. "Working in the Coal Mine", Lee Dorsey
8. "House of the Rising Sun", The Animals
9. "Those Were the Days", Cream
10. "Who Can I Turn To (When Nobody Needs Me)", Tony Bennett
11. "Slippin' and Slidin'", Little Richard
12. "You're Nobody Till Somebody Loves You", Dean Martin
13. "Compared to What" (ao vivo), Les McCann & Eddie Harris
14. "Basin Street Blues/When It's Sleepy Time Down South", Louis Prima
15. "Paixão Segundo São Mateus (Wir setzen uns mit Tränen nieder)", Johann Sebastian Bach (Orquestra Sinfônica de Chicago)